# Klaas Dijkstra

Gruppenbild vor dem Sendergebäude von Radio Malabar mit Klaas Dijkstra in der ersten Reihe als vierter von rechts (ca. 1923).

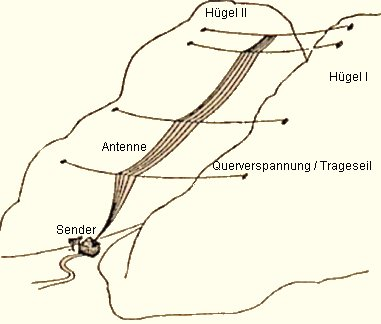
Schematische Darstellung der Sendeanlage mit etwa 2 km langer Antenne.

Der mehrere Meter hohe Lichtbogensender ist das Herzstück der Anlage (ca. 1923).

Sendergebäude von Radio Malabar. Im Vordergrund links das dekorativ gestaltete Kühlwasserbecken (ca. 1923).

Klaas Dijkstra (* 6. Februar 1894 in Dokkum; † 1976) war ein niederländischer Hochfrequenzingenieur, Funktechniker, Fotograf und Autor.

## Leben
Klaas Dijkstra kam in der Provinz Friesland, im Norden der Niederlande, als ältestes von fünf Kindern zur Welt. Nach Abschluss der Grundschule erhielt er ein weiteres Jahr lang eine weiterführende Ausbildung. Danach musste er einen Beruf erlernen, da sich seine Eltern die Weiterbildung ihres Sohnes nicht länger leisten konnten. Er ging im Alter von 16 Jahren nach Deutschland und erhielt eine Anstellung auf der Werft Blohm & Voss in Hamburg. Ein Jahr später kehrte er in die Niederlande zurück und arbeitete als Mechaniker bei der Installationsfirma van Eyck van Heslinga in Leeuwarden. In seiner Freizeit besuchte er eine Abendschule und machte dort einen Abschluss.
Im Januar 1914 wurde er zum Militärdienst einberufen und der Telegrafentruppe in Utrecht zugeteilt. Infolge der Mobilmachung im Sommer 1914, inzwischen 20 Jahre alt, wurde er zur Feldarmee versetzt und der Funkabteilung des Armeehauptquartiers in ’s-Hertogenbosch zugeteilt. Dort hatte er einen Funk(en)sender und die dazugehörige Empfangsanlage zu warten. Später wurde er auch mit der Herstellung von Peilempfängern und dem Aufbau verschiedener Peilstationen zum Aufspüren illegaler Sendestationen beauftragt.
Da er dem jüngsten Jahrgang angehörte, musste er dreieinhalb Jahre dienen, bevor er ehrenhaft entlassen wurde. Zwischenzeitlich bereitete er sich durch Selbststudium auf die Aufnahme an der neu gegründeten MTS (Middelbare technische school, „Sekundare technische Schule“) in Leeuwarden vor. Im Herbst 1916 legte er erfolgreich die Aufnahmeprüfung ab. Nachdem er im Herbst 1917 aus dem Militärdienst entlassen worden war, schloss er am 4. Oktober 1918 auch sein Studium ab und war nun Diplom-Ingenieur für Elektrotechnik. Dank seiner vorherigen Arbeit in Deutschland, konnte er sein Studium selbst finanzieren.
Er bewarb sich erfolgreich um eine Anstellung bei der PTT (öffentliches Post- und Telekommunikationsunternehmen) in Niederländisch-Ostindien. Am 4. Dezember 1920 kam er in der dortigen Hauptstadt  Batavia auf der Insel Java an (heute: Jakarta, Hauptstadt Indonesiens). Hier begegnete er seinem Landsmann C. J. de Groot und bekam von ihm den Auftrag, diverse Komponenten für einen 2,4-Megawatt-Lichtbogensender herzustellen und zu montieren, darunter auch die etwa 2 km lange Flat-Top-Antenne, die oberhalb des Tals zwischen den Bergrücken Puntang und Halimun gespannt wurde. Es handelte sich um den neuen Großsender Radio Malabar, mit dem die Niederlande die Funkkommunikation zwischen ihrer Kolonie und dem fast 12.000 km entfernten Mutterland sicherstellen wollten. Dijkstra lebte und arbeitete mehrere Jahre neben der Großbaustelle, wo er entscheidend zum Gelingen des Werks beitrug. Der Sender wurde am 5. Mai 1923 feierlich in Betrieb genommen.
In den folgenden Jahren erlebte Klaas Dijkstra hautnah die weitere Entwicklung der Funktechnik, insbesondere den Aufstieg der Kurzwelle und, während des Zweiten Weltkriegs, die japanische Besetzung Javas (1942). Zu Beginn des Indonesischen Unabhängigkeitskriegs (1945) musste er das Land verlassen. Inzwischen schwer erkrankt, fuhr er auf dem Lazarettschiff Oranje in die Niederlande zurück und erreichte seine Heimat Ende 1945. Er brauchte fast ein Jahr, um wieder zu Kräften zu kommen und begann 1947 ein Buch über seine Erlebnisse zu schreiben, das er nach drei Jahren fertigstellte.
Klaas Dijkstra starb im Jahr 1976 im Alter von 82 Jahren.

## Schriften
- Radio Malabar – Herinneringen aan een boeiende tijd 1914–1945, (niederländisch: „Radio Malabar – Erinnerungen an eine faszinierende Zeit 1914–1945“).
  - Deel 1 – de langegolfperiode. („Teil 1 – Die Langwellenzeit“) PDF; 6,5 MB.
  - Deel 2 – de kortegolf periode. („Teil 2 – Die Kurzwellenzeit“) PDF; 6,9 MB.